# Jean-Paul Didierlaurent
Jean-Paul Didierlaurent   (Cornimont, 2 de març de 1962 - Estrasburg, 5 de desembre de 2021) va ser un escriptor francès.

## Biografia
Després de la diplomatura universitària en publicitat va començar a treballar a París, abans de tornar als Vosges.
S'inicia en el món de la narrativa l'any 1997 guanyant el premi Henry Thomas, "És el que m'ha fet escriure", explica. "El meu primer concurs, el premi Henri Thomas, de Sant-Dié-dels-Vosges. És així que tot ha començat! (...) Necessitava estimular-me. I a més, volia ser llegit per gent que no em coneixia, que anava a jutjar-me pels meus escrits. Es tenia el dret d'enviar-ne dos, anònimament, és clar. El jurat va passar-s'hi tres hores deliberant per fer la tria de dos contes. I van ser els dos meus! Be, vaig pensar, cal continuar!"
Així doncs va continuar rebent diferents guardons com: el premi de la ciutat de Nanterre en 2004 i 2005, el premi de la comunitat Francesa de Bèlgica en 2005 i el de la nouvelle gourmande de Périgueux en 2008.
Ha vist els seus contes publicats en els reculls Corrida de muerte, Arequipa i Le Frère de Péret, abans de guanyar el premi Hemingway 2010 amb Brume.
La seva primera novel·la, El lector del tren de les 6.27 h (2014), ha obtingut un èxit fulgurant.

## Obra
Les primeres produccions literàries de Jean-Paul Didierlaurent són relats curts. Entre aquests sobresurt Brume, guanyador del Premi Internacional Hemingway el 2010, editat par Au Diable Vauvert el mateix any dins el recull Brume : et autres nouvelles du Prix Hemingway 2010.
L'any 2012 torna a guanyar el mateix premi amb Mosquito, que torna a publicar la mateixa editorial a la recopilació Mosquito : et autres nouvelles du Prix Hemingway 2012.
La seva primera novel·la El lector del tren de les 6.27 h, apareguda el 2014, ha estat qualificada de “fenomen literari”, i se’n han venut els drets de traducció a més de 25 llengües.

### El lector del tren de les 6.27 h
Amb un estil molt lleuger i de forma quasi cinematogràfica, la novel·la narra la història d'un home de 36 anys, Guylain Vignolles, que havent patit des d'escola el joc de paraules entorn del seu nom, vil guinyol, està acostumat a fer-se invisible per no ser víctima de burles ni rialles. Guylain viu sol amb un peixet vermell en un suburbi de Paris. Treballa nodrint la Cosa, una màquina trituradora de llibres que ningú ja no vol llegir, i cada tarda, en acabar la jornada, el protagonista en treu les poques pàgines que han quedat senceres i les repara. De nou, cada matinada per anar a la feina, espera el tren de les 6.27 h en el mateix punt per pujar al mateix vagó i seure en el mateix seient. Allà comença a llegir als altres passatgers en veu alta els fragments salvats. Un dia troba casualment un USB amb un escrit atípic que li farà canviar de vida: és la història d'una dona que treballa netejant els urinaris públics d'un centre comercial.
Al llarg de la història hi van apareixent tot de personatges inversemblants, com el vigilant que parla en vers, el mutilat que busca les seves cames... i tot barrejant l'humor negre amb la tendresa l'autor busca la complicitat del lector envers els personatges incompresos.